# Low-key

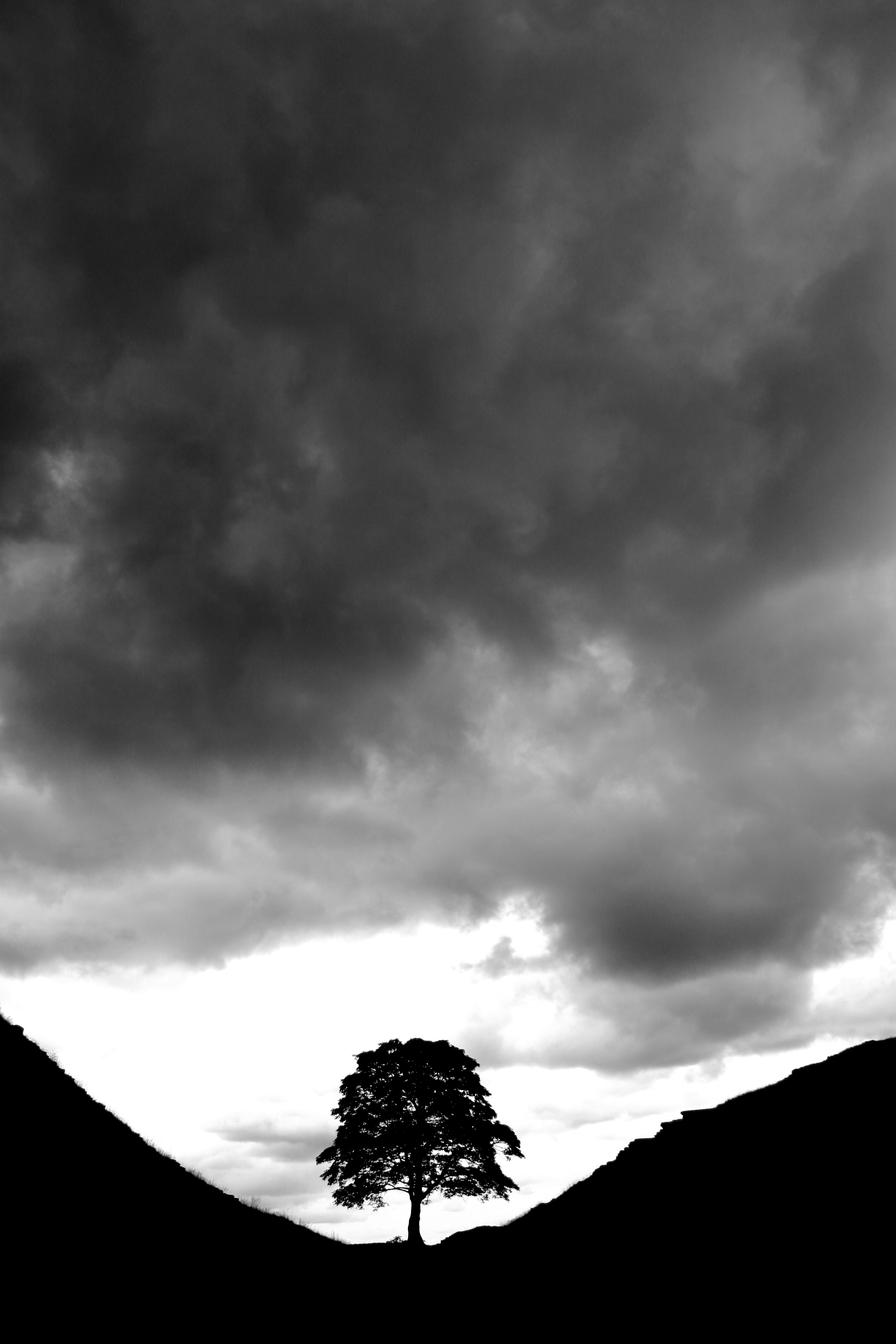
Svartvit low-keybild

Low-key är en bild där de mörka bildtonerna (lågdager) dominerar. Ett ånglok mot mörk bakgrund skulle antagligen ofta återges på detta vis, men om ett fotografi är low-key eller inte beror snarare på exponering och hur bilden kopieras än på själva motivet. Motsatsen till low-key är high-key.

## Galleri

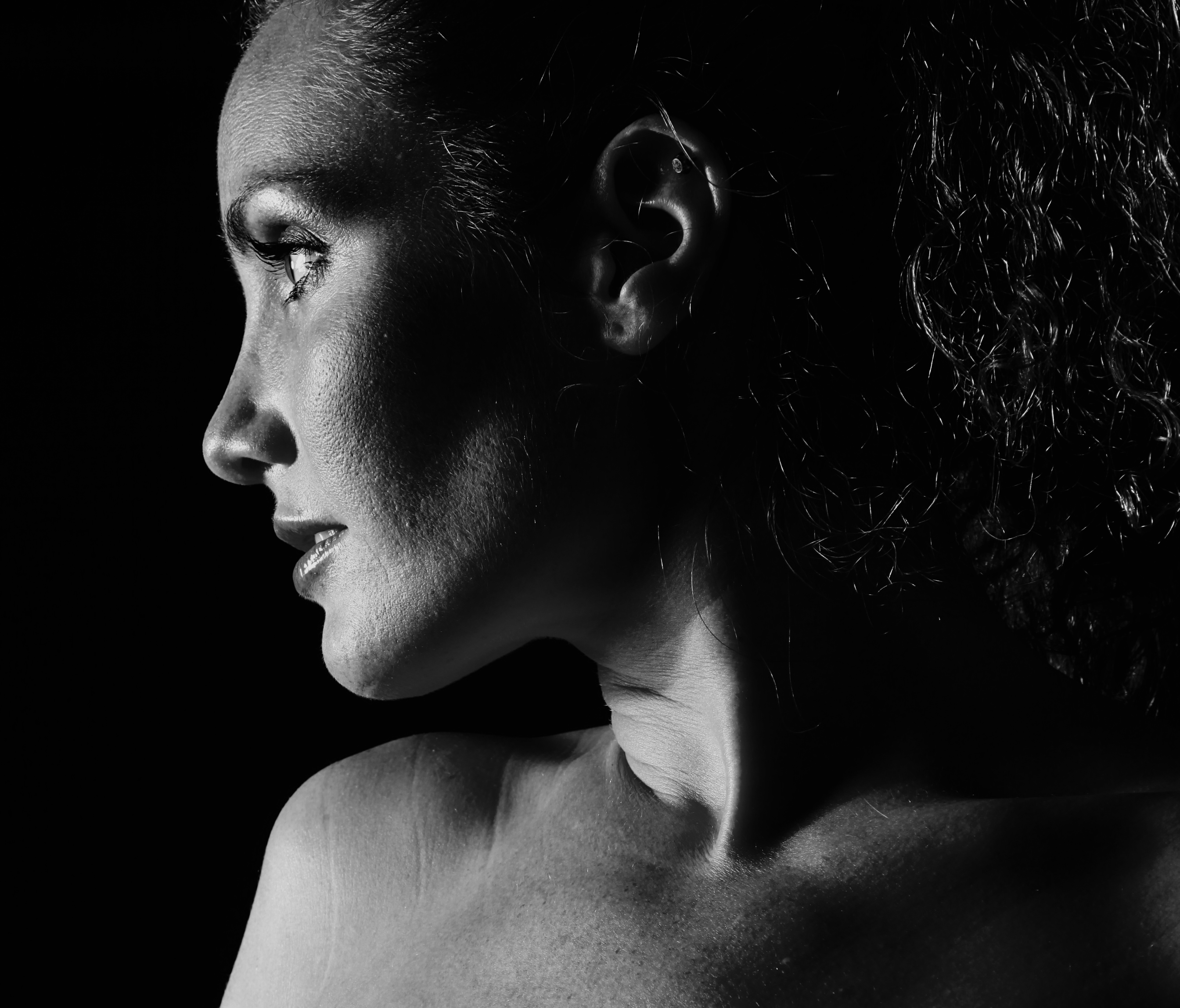
Porträtt i Low-key, här med en ljuskälla från sidan. Low-key handlar oftast om att lägga sparsamt med ljus på motivet och att ingenting annat än motivet belyses. Det innebär att motivet träder fram mot en helt svart bakgrund
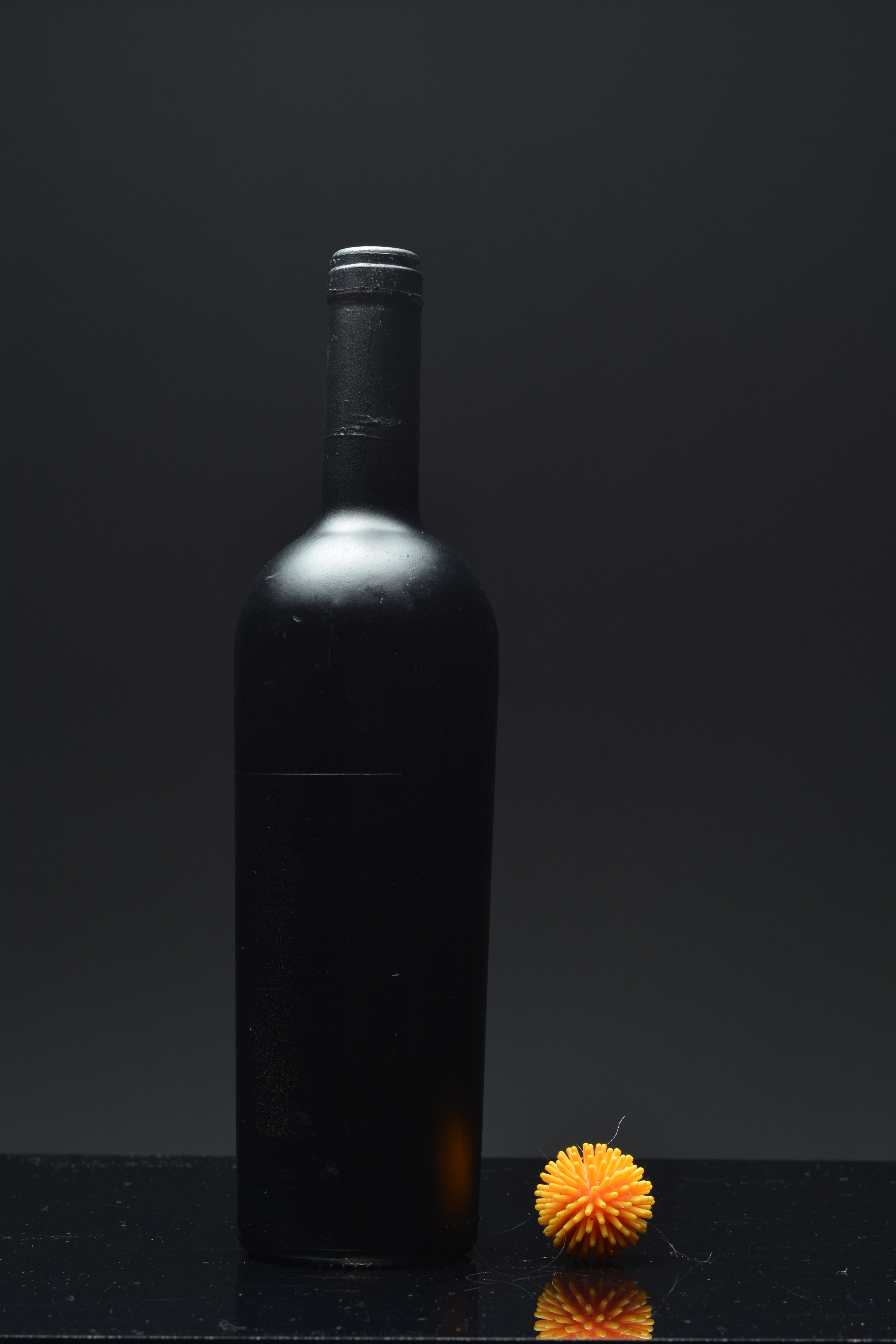
Tekniken används för att framhäva detaljer eller föremål mot en mörk omgivning, t.ex. i reklam.